# Variedades españolas de maíz
Las variedades españolas de maíz, posiblemente introducidos en la península de manera independiente, se han hibridado e seleccionado a partir del siglo XVI, originado nuevas variedades; se cultivavan hasta hace poco decenios para comida humana.
El cronista Pedro Mártir de Anglería, fray Bartolomé de las Casas y Francisco López de Gómara atestiguan que Cristóbal Colón trajo a España unas muestras de semillas de maíz, al regresar de su primera navegación a las Indias occidentales, en 1493.
‘’Enrique Sánchez-Monge y Parellada’’ ha estudiado las características agronómicas y morfológicas, a partir de 459 accesiones recolectadas en la península e islas Baleares, logrando definir y clasificar 17 razas para grano (pertenecientes en mayoría a la sección ‘’indurata’’ del botánico E. Lewis Sturtevant) y 32 formas intermedias.
Desde los años [1950]’ las variedades tradicionales de maíz han sido desplazadas por los híbridos utilizados en la alimentación del ganado, quedando confinadas en pequeñas parcelas destinadas al consumo de las familias de los mismos agricultores.
Las razas españolas se agrupan en base al tipo de grano, según el sistema establecido por E. Lewis Sturtevant, que comprende nueve secciones(incluyendo Ceratina, agregada por Kuleshov): Everta (pericarpio translúcido y endosperma casi todo vítreo, reventón: popcorn), Tunicata (granos cubiertos de glumas: podcorn), Indurata (pericarpio translúcido y endosperma harinoso al centro y vítreo externamente, cristalino: flintcorn), Amylacea (pericarpio opaco y endosperma harinoso: softcorn), Indentata (pericarpio translúcido y ápice coronado, dentado: dentcorn), Saccharata (granos rugosos y azucarados, dulce: sweetcorn), Amylosaccharata (granos lisos y azucarados, dulce: sweetcorn), Ceratina (pericarpio opaco y endosperma parcialmente ceroso: waxycorn).

## Clasificación de los maíces españoles

### Sección ‘indurata’’
- Cuña. Planta precoz y de pequeña talla, con mazorca cónica, corta y gruesa en la base. Se encuentra en el norte de la península.
- Enano levantino. Planta precoz, de pequeña talla y mazorca de ocho hileras. Crece en Levante.
- Enano norteño. Planta precoz, de muy pequeña talla, mazorca larga y estrecha y grano córneo. Crece en la zona cantábrica y pirenaica.
- Fino. Planta de gran talla, mazorca larga y estrecha y grano córneo. Crece en el centro.
- Gallego. Planta precoz. Crece en Galicia.
- Hembrilla norteño. Plana precoz de talla media con mazorca de 8 a 10 hileras. Crece en la costa de la zona cantábrica y Galicia.
- Norteño. Planta precoz de poca talla con mazorcas de 10 a 12 hileras. Crece en la zona cantábrica.
- Norteño largo. Planta con mazorcas de 8 hileras y muy largas y estrechas. Crece en el norte.
- Queixalet. Planta con mazorca cota, con 16 hileras y grano muy pequeño. Crece en el Levante.
- Tremesino. Planta precoz con mazorca de 8 a 10 hileras y grano más duro que el Hembrilla y el Rastrojero.
- Vasco. Planta con mazorca grande y zuro grueso. Crece en el País Vasco.

### Sección ‘’indentata’’
- Daxa. Planta tardía, con mazorca grande de 14 a 16 hileras y grano blanco dentado. Crece en Levante.
- Hembrilla. Planta de talla elevada, con mazorca de ocho hileras y grano aplastado, dentado, muy ancho y muy largo. Crece en la Ribera de Navarra, Aragón y Levante.
- Rastrojero. Planta precoz, temprana y de talla más reducida del Hembrilla, al cual se parece, con grano dentado. Crece en Aragón y el Levante.

### Sección ‘’amylacea’’
- Andaluz. Mazorca gruesa y con muchas filas. Se extiende en las zonas bética y extremeña.
- Basto. De mayor tamaño de planta y mayor tamaño de mazorca que la Andaluz. Se extiende en las zonas bética y extremeña.
- Blanco. Planta de ciclo muy tardío de gran talla, de mazorca de ocho hileras, con grano blanco aplastado y grande.

### Sección ‘’everta’’ (saltador, palomitero, reventón opopcorn)
Un tipo especial de maíz pedernal o de sílex (indurata), con la característica de ser extraordinariamente dura (mayor cantidad de interior o endosperma duro). Los granos son redondos y oblongos, de medio o pequeño tamaño. Cuando se someten a calor son capaces de explotar y producir las denominadas palomitas (granos reventones):   
- Granero o grano de trigo. Planta precoz y de pequeña talla. Mazorca de granos reventones. Crece en el centro.
- Perla. Planta tardía y de media talla. Mazorca de granos reventones. Crece en el Levante.
- Rosero. Planta tardía y de talla menor que el perla. Mazorca de granos reventones. Crece en el Levante.